# Pelouses, fourrés et forêts de Larran, du Pied du Mulet et de la montagne de Chabre
Pelouses, fourrés et forêts de Larran, du Pied du Mulet et de la montagne de Chabre este o arie protejată (sit de importanță comunitară — SCI) din Franța întinsă pe o suprafață de 1.379,3 ha, integral pe uscat.

## Localizare
Centrul sitului Pelouses, fourrés et forêts de Larran, du Pied du Mulet et de la montagne de Chabre este situat la coordonatele 44°09′25″N 5°39′25″E / 44.15694°N 5.65694°E.

## Înființare
Situl Pelouses, fourrés et forêts de Larran, du Pied du Mulet et de la montagne de Chabre a fost declarat arie specială de conservare în baza directivei 92/43 din 1992 referitoare la conservarea habitatelor naturale și a faunei și florei sălbatice pentru a proteja 2 specii de plante și 1 specie de animale.

## Biodiversitate
Situată în ecoregiunea mediteraneană, aria protejată conține 12 habitate naturale: Lande oro-mediteraneene cu formațiuni endemice de grozamă, Pajiști alpine și subalpine calcaroase, Pajiști uscate seminaturale și facies de acoperire cu tufișuri pe substraturi calcaroase (Festuco-Brometalia) (* situri importante pentru orhidee), Pante stâncoase calcaroase cu vegetație casmofită, Păduri de fag Asperulo-Fagetum, Păduri pe pante, grohotișuri și ravene de Tilio-Acerion, Pajiști carstice calcaroase sau bazofile, de Alysso-Sedion albi, Pseudostepă cu ierburi și specii anuale de Thero-Brachypodietea, Păduri de fag din Europa Centrală dezvoltate pe sol calcaros cu Cephalanthero-Fagion, Peșteri inaccesibile publicului, Păduri endemice cu Juniperus spp., Formațiuni stabile xerotermofile de Buxus sempervirens pe pante stâncoase (Berberidion p.p.).
La baza desemnării sitului se află mai multe specii protejate:
- plante (2): Aquilegia bertolonii, papucul doamnei (Cypripedium calceolus)
- amfibieni (1): izvoraș-cu-burta-galbenă (Bombina variegata)